# Jan Goossenaerts
Né le 30 octobre 1900 à Horendonk et mort le 21 mars 2012 à Essen, Jan Goossenaerts, supercentenaire belge, fut le doyen masculin des Européens du 21 juin 2010 à sa mort. Il est également le plus vieil homme belge jamais né. Par ailleurs, il fut le troisième plus vieil homme en vie.
D'après lui, le secret de sa longévité est de travailler dur et manger 2 tranches de pain avec du sirop de poire tous les matins.